# الحارث بن حسان
الحارث بن حسان الذهلي البكري الوائلي ( 40 ق هـ - 36 هـ / 585 - 656 م): صحابي، من الشجعان الفرسان، وصاحب راية بني بكر بن وائل في عصر الخلفاء الراشدين. وفد على النبي محمد ﷺ على رأس بكر بن وائل من العراق، فأسلموا. وكان للحارث منزله عظيمة لدى النبي يرويها قومه، وفيه يقول أبو عرفاء جبلة بن عطية الذهلي: «يَا معشر بكر بن وائل، إنه لَمْ يَكُنْ أحد لَهُ من رسول الله صلى الله عليه وسلم مثل منزلة صاحبكم، فانصروه». وقال ابنه بشر: «أنا ابن حسان بن خوط، وأبي رسول بكر كلها إلى النبي».
شهد فتوح العراق، وكان ممن فاوض يزدجرد الثالث، فشهد معركة القادسية.وبرز اسمه قائداً لميمنة عبد الله بن معتم الذي تحرك بقواته لفتح تكريت والموصل، ثم ولاه عمر بن الخطاب خراج الموصل خلفاً لعرفجة بن هرثمة البارقي الذي أمد به عمر بن الخطاب عتبة بن غزوان في تمصير البصرة. كما كان مع الأحنف بن قيس لما فتح خراسان.
شهد الحارث بن حسان يوم الجمل وهو شيخاً كبيرا، ومعه راية بكر بن وائل مع على بن أبي طالب، فقتل وقتل معه ستة من ابناءه وخمسة وثلاثين من رهطه بني ذهل، فرثاه شعراء قومه،وفي ذلك قال أبو مخنف: «كَانَتْ مع الْحَارِث بن حسان بن خوط الذهلي، فَقَالَ أَبُو العرفاء الرقاشي: أبق عَلَى نفسك وقومك، فأقدم وَقَالَ: يَا معشر بكر بن وائل، إنه لَمْ يَكُنْ أحد لَهُ من رسول الله صلى الله عليه وسلم مثل منزلة صاحبكم، فانصروه، فأقدم، فقتل وقتل ابنه وقتل خمسة إخوة لَهُ». وفي رواية أخرى روى الخطيب البغدادي عن أبو مخنف عن البراء بن حيان الذهلي قال: «قتل الحارث بن حسان يوم الجمل في خمسة وثلاثين رجلاً من بني ذهل، وقتل معه ستة من ولده مبارزة، قتل عيسى بن الحارث بعد أبيه ، ثم بشر بن الحارث، ثم عبد الله بن الحارث، ثم خوط بن الحارث، ثم ثور بن الحارث، ثم محصن بن الحارث آخرهم».

## نسبه
الحارث بن حسان بن خوط بن سعنة بن ربيعة بن عبودة بن مالك بن الأعور بن ذُهْل بن ثعلبة بن عكابة ابن صَعْب بن علي بن بكر بن وائل.

## إسلامه
أسلم الحارث بن حسان في أيام النبي ، فكان على رأس بني بكر بن وائل، فأسلموا، وروى أحمد بن حنبل في مسنده: «عن الحارث بن حسان البكري قال قدمنا المدينة فإذا رسول الله صلى الله عليه وسلم على المنبر وبلال قائم بين يديه متقلد السيف بين يدي رسول الله صلى الله عليه وسلم وإذا رايات سود وسألت ما هذه الرايات فقالوا عمرو بن العاص قدم من غزاة.»